# Pineus armandicola
Pineus armandicola är en insektsart. Pineus armandicola ingår i släktet Pineus och familjen barrlöss. Inga underarter finns listade i Catalogue of Life.